# Центр традиционной музыки
Центр традиционной музыки — мультимедийный и музейный комплекс традиционной казахской музыки в Алма-Ате (Казахстан).

## История
В 2016 году Президент Казахстана поручил создать Мультимедийный центр, в котором можно будет ознакомиться с видео и аудио материалами, относящимся к истории традиционной казахской музыки. Это становится важным, так как стандартная экспозиция музеев перестаёт быть популярной.
В августе 2016 года в рамках празднования 1000-летия Алма-Аты, на территории атлетической деревни Универсиады, состоялось открытие Центра традиционной музыки. В коллекции музея собраны инструменты известных деятелей казахского искусства, часть которых была передана из фонда Музея народных музыкальных инструментов имени Ыхласа, государственного музея им. А. Кастеева, музея истории города Алматы.
В сентябре 2016 года Центр посетил Нурсултан Назарбаев и подарил центру свою личную домбру и скульптуру «Степные напевы», посвященную легендарной исполнительнице казахских кюев Дине Нурпеисовой.
Основным направлением является проведение экскурсий для школьников города. В деятельность Центра входит научная деятельность по изучению традиционной казахской музыки и её школ (Жетысуской, Сырдарьинской, Западного Казахстана), сохранению аудиовизуального наследия великих казахских музыкантов, таких как Жаксылык Нуркаев, Кенен Азербаев, Алтынбек Коразбаев и других.